# وارين (أركنساس)
وارين (بالإنجليزية: Warren, Arkansas)‏ هي مدينة تقع في مقاطعة برادلي، أركنسو بولاية أركنساس في الولايات المتحدة. تبلغ مساحة هذه المدينة 18.74 (كم²)، وترتفع عن سطح البحر 67 م، بلغ عدد سكانها 6003 نسمة في عام 2010 حسب إحصاء مكتب تعداد الولايات المتحدة.

## التركيبة السكانية
حدّد مكتب تعداد الولايات المتحدة بيانات التركيبة السكانية لوارين في تعداد الولايات المتحدة. في ما يلي، التركيبة السكانية حسب تعدادي 2000 و2010.

### تعداد عام 2000
بلغ عدد سكان وارين 6,442 نسمة بحسب تعداد عام 2000، وبلغ عدد الأسر 2,569 أسرة وعدد العائلات 1,694 عائلة مقيمة في المدينة. في حين سجلت الكثافة السكانية 350.7 نسمة لكل كيلومتر مربع (908.3/ميل2). وبلغ عدد الوحدات السكنية 2,880 وحدة بمتوسط كثافة قدره 156.8 لكل كيلومتر مربع (406.1/ميل2).
وتوزع التركيب العرقي للمدينة بنسبة 54.46% من البيض و40.79% من الأمريكيين الأفارقة و0.19% من الأمريكيين الأصليين و0.08% من الأمريكيين ذوي الأصول الآسيوية و0.02% من سكان جزر المحيط الهادئ و3.82% من الأعراق الأخرى و0.65% من عرقين مختلطين أو أكثر و5.08% من الهسبانيون أو اللاتينيون من أي عرق.
بلغ عدد الأسر 2,569 أسرة كانت نسبة 34% منها لديها أطفال تحت سن الثامنة عشر تعيش معهم، وبلغت نسبة الأزواج القاطنين مع بعضهم البعض 44.6% من أصل المجموع الكلي للأسر، ونسبة 17.9% من الأسر كان لديها معيلات من الإناث دون وجود شريك،  بينما كانت نسبة 3.5% من الأسر لديها معيلون من الذكور دون وجود شريكة وكانت نسبة 34.1% من غير العائلات. تألفت نسبة 31.4% من أصل جميع الأسر من عدة أفراد يعيشون في نفس المنزل ونسبة 15.6% كانت تتألف من شخص يعيش بمفرده يبلغ من العمر 65 عاماً أو أكثر. وبلغ متوسط حجم الأسرة المعيشية 2.36، أما متوسط حجم العائلات فبلغ 2.96.
بلغ العمر الوسطي للسكان 38.9 عاماً. وكانت نسبة 23.8% من القاطنين تحت سن الثامنة عشر، وكانت نسبة 8.6% بين الثامنة عشر والرابعة والعشرين عاماً، ونسبة 24.1% كانت واقعةً في الفئة العمرية ما بين الخامسة والعشرين والرابعة والأربعين عاماً، ونسبة 20.8% كانت ما بين الخامسة والأربعين والرابعة والستين، ونسبة 16.8% كانت ضمن فئة الخامسة والستين عاماً فما فوق. يوجد لكل 100 أنثى 85.7 ذكر، ويوجد لكل 100 أنثى في الثامنة عشر من عمرها فما فوق 81.7 ذكر.
بلغ متوسط دخل الأسرة في المدينة 22,162 دولارًا، أما متوسط دخل العائلة فبلغ 27,618 دولارًا. وكان متوسط دخل الذكور 27,778 دولارًا مقابل 17,247 دولارًا للإناث. وسجل دخل الفرد الخاص بالمدينة 13,453 دولارًا. وكانت نسبة 24.3% من العائلات ونسبة 28.7% من السكان تحت خط الفقر، وكان من هؤلاء نسبة 37.8% تحت سن الثامنة عشر ونسبة 23.9% في الخامسة والستين من العمر وما فوق.

### تعداد عام 2010
بلغ عدد سكان وارين 6,003 نسمة بحسب تعداد عام 2010، وبلغ عدد الأسر 2,462 أسرة وعدد العائلات 1,565 عائلة مقيمة في المدينة. في حين سجلت الكثافة السكانية 326.8 نسمة لكل كيلومتر مربع (846.4/ميل2). وبلغ عدد الوحدات السكنية 2,850 وحدة بمتوسط كثافة قدره 155.1 لكل كيلومتر مربع (401.7/ميل2).
وتوزع التركيب العرقي للمدينة بنسبة 45.34% من البيض و40.88% من الأمريكيين الأفارقة و0.28% من الأمريكيين الأصليين و0.30% من الأمريكيين ذوي الأصول الآسيوية و11.91% من الأعراق الأخرى و1.28% من عرقين مختلطين أو أكثر و15.01% من الهسبانيون أو اللاتينيون من أي عرق.
بلغ عدد الأسر 2,462 أسرة كانت نسبة 30.9% منها لديها أطفال تحت سن الثامنة عشر تعيش معهم، وبلغت نسبة الأزواج القاطنين مع بعضهم البعض 39.5% من أصل المجموع الكلي للأسر، ونسبة 19.1% من الأسر كان لديها معيلات من الإناث دون وجود شريك،  بينما كانت نسبة 5% من الأسر لديها معيلون من الذكور دون وجود شريكة وكانت نسبة 36.4% من غير العائلات. تألفت نسبة 33.6% من أصل جميع الأسر من عدة أفراد يعيشون في نفس المنزل ونسبة 16.8% كانت تتألف من شخص يعيش بمفرده يبلغ من العمر 65 عاماً أو أكثر. وبلغ متوسط حجم الأسرة المعيشية 2.37، أما متوسط حجم العائلات فبلغ 3.03.
بلغ العمر الوسطي للسكان 39.6 عاماً. وكانت نسبة 23.6% من القاطنين تحت سن الثامنة عشر، وكانت نسبة 9.3% بين الثامنة عشر والرابعة والعشرين عاماً، ونسبة 23.7% كانت واقعةً في الفئة العمرية ما بين الخامسة والعشرين والرابعة والأربعين عاماً، ونسبة 25.1% كانت ما بين الخامسة والأربعين والرابعة والستين، ونسبة 18.3% كانت ضمن فئة الخامسة والستين عاماً فما فوق. وتوزع التركيب الجنسي للسكان بنسبة 47.2% ذكور و52.8% إناث.

## أعلام
- تشيستر تيرنر
- كارسون روس
- غريغ تشايلدز

## وصلات خارجية
- The US50 - Cities and Towns in Arkansas State
- 2012 United States Census Estimate